# Grand Prix São Paulo 2023
Grand Prix São Paulo 2023, oficjalnie Formula 1 Rolex Grande Prêmio de São Paulo 2023 – formalnie dwudziesta pierwsza runda Mistrzostw Świata Formuły 1 w sezonie 2023. Weekend Grand Prix odbył się w dniach 3–5 listopada 2023 na torze Autódromo José Carlos Pace w São Paulo. Wyścig, po starcie z pole position, wygrał Max Verstappen (Red Bull Racing), a na podium kolejno stanęli Lando Norris (McLaren) oraz Fernando Alonso (Aston Martin Aramco).

## Lista startowa
| Nr          | Kierowca         | Zespół                                | Samochód                          | Silnik              | Opony |
| ----------- | ---------------- | ------------------------------------- | --------------------------------- | ------------------- | ----- |
| 1           | Max Verstappen   | Oracle Red Bull Racing                | Red Bull RB19                     | Honda RBPTH001      | P     |
| 2           | Logan Sargeant   | Williams Racing                       | Williams FW45                     | Mercedes-AMG F1 M14 | P     |
| 3           | Daniel Ricciardo | Scuderia AlphaTauri                   | AlphaTauri AT04                   | Honda RBPTH001      | P     |
| 4           | Lando Norris     | McLaren F1 Team                       | McLaren MCL60                     | Mercedes-AMG F1 M14 | P     |
| 10          | Pierre Gasly     | BWT Alpine F1 Team                    | Alpine A523                       | Renault E-Tech RE23 | P     |
| 11          | Sergio Pérez     | Oracle Red Bull Racing                | Red Bull RB19                     | Honda RBPTH001      | P     |
| 14          | Fernando Alonso  | Aston Martin Aramco Cognizant F1 Team | Aston Martin AMR23                | Mercedes-AMG F1 M14 | P     |
| 16          | Charles Leclerc  | Scuderia Ferrari                      | Ferrari SF-23                     | Ferrari 066/10      | P     |
| 18          | Lance Stroll     | Aston Martin Aramco Cognizant F1 Team | Aston Martin AMR23                | Mercedes-AMG F1 M14 | P     |
| 20          | Kevin Magnussen  | MoneyGram Haas F1 Team                | Haas VF-23                        | Ferrari 066/10      | P     |
| 22          | Yūki Tsunoda     | Scuderia AlphaTauri                   | AlphaTauri AT04                   | Honda RBPTH001      | P     |
| 23          | Alexander Albon  | Williams Racing                       | Williams FW45                     | Mercedes-AMG F1 M14 | P     |
| 24          | Zhou Guanyu      | Alfa Romeo F1 Team Stake              | Alfa Romeo C43                    | Ferrari 066/10      | P     |
| 27          | Nico Hülkenberg  | MoneyGram Haas F1 Team                | Haas VF-23                        | Ferrari 066/10      | P     |
| 31          | Esteban Ocon     | BWT Alpine F1 Team                    | Alpine A523                       | Renault E-Tech RE23 | P     |
| 44          | Lewis Hamilton   | Mercedes-AMG PETRONAS F1 Team         | Mercedes-AMG F1 W14 E Performance | Mercedes-AMG F1 M14 | P     |
| 55          | Carlos Sainz Jr. | Scuderia Ferrari                      | Ferrari SF-23                     | Ferrari 066/10      | P     |
| 63          | George Russell   | Mercedes-AMG PETRONAS F1 Team         | Mercedes-AMG F1 W14 E Performance | Mercedes-AMG F1 M14 | P     |
| 77          | Valtteri Bottas  | Alfa Romeo F1 Team Stake              | Alfa Romeo C43                    | Ferrari 066/10      | P     |
| 81          | Oscar Piastri    | McLaren F1 Team                       | McLaren MCL60                     | Mercedes-AMG F1 M14 | P     |
| Źródło: FIA |                  |                                       |                                   |                     |       |

## Wyniki

### Najlepszy czas sesji treningowej
| Nr          | Kierowca         | Konstruktor | Czas     | Okr. |
| ----------- | ---------------- | ----------- | -------- | ---- |
| 55          | Carlos Sainz Jr. | Ferrari     | 1:11,732 | 30   |
| Źródło: FIA |                  |             |          |      |

### Kwalifikacje
| P                    | Nr | Kierowca         | Konstruktor                  | Czasy w kwalifikacjach | Czasy w kwalifikacjach | Czasy w kwalifikacjach | Poz. s. |
| P                    | Nr | Kierowca         | Konstruktor                  | Q1                     | Q2                     | Q3                     | Poz. s. |
| -------------------- | -- | ---------------- | ---------------------------- | ---------------------- | ---------------------- | ---------------------- | ------- |
| 1                    | 1  | Max Verstappen   | Red Bull Racing-Honda RBPT   | 1:10,436               | 1:10,162               | 1:10,727               | 1       |
| 2                    | 16 | Charles Leclerc  | Ferrari                      | 1:10,472               | 1:10,303               | 1:11,021               | 2       |
| 3                    | 18 | Lance Stroll     | Aston Martin Aramco-Mercedes | 1:10,551               | 1:10,375               | 1:11,344               | 3       |
| 4                    | 14 | Fernando Alonso  | Aston Martin Aramco-Mercedes | 1:10,557               | 1:10,237               | 1:11,387               | 4       |
| 5                    | 44 | Lewis Hamilton   | Mercedes                     | 1:10,604               | 1:10,266               | 1:11,469               | 5       |
| 6                    | 63 | George Russell   | Mercedes                     | 1:10,340               | 1:10,316               | 1:11,590               | 8       |
| 7                    | 4  | Lando Norris     | McLaren-Mercedes             | 1:10,623               | 1:10,021               | 1:11,987               | 6       |
| 8                    | 55 | Carlos Sainz Jr. | Ferrari                      | 1:10,624               | 1:10,254               | 1:11,989               | 7       |
| 9                    | 11 | Sergio Pérez     | Red Bull Racing-Honda RBPT   | 1:10,668               | 1:10,219               | 1:12,321               | 9       |
| 10                   | 81 | Oscar Piastri    | McLaren-Mercedes             | 1:10,519               | 1:10,330               | –                      | 10      |
| 11                   | 27 | Nico Hülkenberg  | Haas-Ferrari                 | 1:10,475               | 1:10,547               |                        | 11      |
| 12                   | 31 | Esteban Ocon     | Alpine-Renault               | 1:10,763               | 1:10,562               |                        | 14      |
| 13                   | 10 | Pierre Gasly     | Alpine-Renault               | 1:10,793               | 1:10,567               |                        | 15      |
| 14                   | 20 | Kevin Magnussen  | Haas-Ferrari                 | 1:10,602               | 1:10,723               |                        | 12      |
| 15                   | 23 | Alexander Albon  | Williams-Mercedes            | 1:10,621               | 1:10,840               |                        | 13      |
| 16                   | 22 | Yūki Tsunoda     | AlphaTauri-Honda RBPT        | 1:10,837               |                        |                        | 16      |
| 17                   | 3  | Daniel Ricciardo | AlphaTauri-Honda RBPT        | 1:10,843               |                        |                        | 17      |
| 18                   | 77 | Valtteri Bottas  | Alfa Romeo-Ferrari           | 1:10,955               |                        |                        | 18      |
| 19                   | 2  | Logan Sargeant   | Williams-Mercedes            | 1:11,035               |                        |                        | 19      |
| 20                   | 24 | Zhou Guanyu      | Alfa Romeo-Ferrari           | 1:11,275               |                        |                        | 20      |
| 107% czasu: 1:15,263 |    |                  |                              |                        |                        |                        |         |
| Źródło: FIA          |    |                  |                              |                        |                        |                        |         |

### Sprint Shootout
| P                    | Nr | Kierowca         | Konstruktor                  | Czasy w shootoucie | Czasy w shootoucie | Czasy w shootoucie | Poz. s. |
| P                    | Nr | Kierowca         | Konstruktor                  | SQ1                | SQ2                | SQ3                | Poz. s. |
| -------------------- | -- | ---------------- | ---------------------------- | ------------------ | ------------------ | ------------------ | ------- |
| 1                    | 4  | Lando Norris     | McLaren-Mercedes             | 1:11,824           | 1:11,221           | 1:10,622           | 1       |
| 2                    | 1  | Max Verstappen   | Red Bull Racing-Honda RBPT   | 1:11,888           | 1:11,262           | 1:10,683           | 2       |
| 3                    | 11 | Sergio Pérez     | Red Bull Racing-Honda RBPT   | 1:12,218           | 1:11,230           | 1:10,756           | 3       |
| 4                    | 63 | George Russell   | Mercedes                     | 1:11,976           | 1:11,516           | 1:10,857           | 4       |
| 5                    | 44 | Lewis Hamilton   | Mercedes                     | 1:11,870           | 1:11,476           | 1:10,940           | 5       |
| 6                    | 22 | Yūki Tsunoda     | AlphaTauri-Honda RBPT        | 1:12,358           | 1:11,676           | 1:11,019           | 6       |
| 7                    | 16 | Charles Leclerc  | Ferrari                      | 1:12,107           | 1:11,473           | 1:11,077           | 7       |
| 8                    | 3  | Daniel Ricciardo | AlphaTauri-Honda RBPT        | 1:12,175           | 1:11,423           | 1:11,122           | 8       |
| 9                    | 55 | Carlos Sainz Jr. | Ferrari                      | 1:11,796           | 1:11,491           | 1:11,126           | 9       |
| 10                   | 81 | Oscar Piastri    | McLaren-Mercedes             | 1:12,356           | 1:11,648           | 1:11,189           | 10      |
| 11                   | 20 | Kevin Magnussen  | Haas-Ferrari                 | 1:12,058           | 1:11,727           |                    | 11      |
| 12                   | 27 | Nico Hülkenberg  | Haas-Ferrari                 | 1:12,136           | 1:11,752           |                    | 12      |
| 13                   | 10 | Pierre Gasly     | Alpine-Renault               | 1:12,229           | 1:11,822           |                    | 13      |
| 14                   | 77 | Valtteri Bottas  | Alfa Romeo-Ferrari           | 1:12,303           | 1:11,872           |                    | 14      |
| 15                   | 14 | Fernando Alonso  | Aston Martin Aramco-Mercedes | 1:12,224           | –                  |                    | 15      |
| 16                   | 31 | Esteban Ocon     | Alpine-Renault               | 1:12,388           |                    |                    | 16      |
| 17                   | 18 | Lance Stroll     | Aston Martin Aramco-Mercedes | 1:12,482           |                    |                    | 17      |
| 18                   | 24 | Zhou Guanyu      | Alfa Romeo-Ferrari           | 1:12,497           |                    |                    | 18      |
| 19                   | 23 | Alexander Albon  | Williams-Mercedes            | 1:12,525           |                    |                    | 19      |
| 20                   | 2  | Logan Sargeant   | Williams-Mercedes            | 1:12,615           |                    |                    | 20      |
| 107% czasu: 1:16,821 |    |                  |                              |                    |                    |                    |         |
| Źródło: FIA          |    |                  |                              |                    |                    |                    |         |

### Sprint
| P           | Nr | Kierowca         | Konstruktor                  | Okr. | Czas      | Start | +/−       | Punkty |
| ----------- | -- | ---------------- | ---------------------------- | ---- | --------- | ----- | --------- | ------ |
| 1           | 1  | Max Verstappen   | Red Bull Racing-Honda RBPT   | 24   | 30:07,209 | 2     | 1         | 8      |
| 2           | 4  | Lando Norris     | McLaren-Mercedes             | 24   | +4,287    | 1     | 1         | 7      |
| 3           | 11 | Sergio Pérez     | Red Bull Racing-Honda RBPT   | 24   | +13,617   | 3     | Bez zmian | 6      |
| 4           | 63 | George Russell   | Mercedes                     | 24   | +25,879   | 4     | Bez zmian | 5      |
| 5           | 16 | Charles Leclerc  | Ferrari                      | 24   | +28.560   | 7     | 2         | 4      |
| 6           | 22 | Yūki Tsunoda     | AlphaTauri-Honda RBPT        | 24   | +29,210   | 6     | Bez zmian | 3      |
| 7           | 44 | Lewis Hamilton   | Mercedes                     | 24   | +34,726   | 5     | 2         | 2      |
| 8           | 55 | Carlos Sainz Jr. | Ferrari                      | 24   | +35,106   | 9     | 1         | 1      |
| 9           | 3  | Daniel Ricciardo | AlphaTauri-Honda RBPT        | 24   | +35,303   | 8     | 1         |        |
| 10          | 81 | Oscar Piastri    | McLaren-Mercedes             | 24   | +38,219   | 10    | Bez zmian |        |
| 11          | 14 | Fernando Alonso  | Aston Martin Aramco-Mercedes | 24   | +39,061   | 15    | 4         |        |
| 12          | 18 | Lance Stroll     | Aston Martin Aramco-Mercedes | 24   | +39,478   | 17    | 5         |        |
| 13          | 10 | Pierre Gasly     | Alpine-Renault               | 24   | +40,421   | 13    | Bez zmian |        |
| 14          | 31 | Esteban Ocon     | Alpine-Renault               | 24   | +42,848   | 16    | 2         |        |
| 15          | 23 | Alexander Albon  | Williams-Mercedes            | 24   | +43,394   | 19    | 4         |        |
| 16          | 20 | Kevin Magnussen  | Haas-Ferrari                 | 24   | +56,507   | 11    | 5         |        |
| 17          | 24 | Zhou Guanyu      | Alfa Romeo-Ferrari           | 24   | +58,723   | 18    | 1         |        |
| 18          | 27 | Nico Hülkenberg  | Haas-Ferrari                 | 24   | +1:00,330 | 12    | 6         |        |
| 19          | 77 | Valtteri Bottas  | Alfa Romeo-Ferrari           | 24   | +1:00,749 | 14    | 5         |        |
| 20          | 2  | Logan Sargeant   | Williams-Mercedes            | 24   | +1:00,945 | 20    | Bez zmian |        |
| Źródło: FIA |    |                  |                              |      |           |       |           |        |

### Najszybsze okrążenie w sprincie
| Nr          | Kierowca       | Konstruktor | Czas     | Okr. |
| ----------- | -------------- | ----------- | -------- | ---- |
| 63          | George Russell | Mercedes    | 1:14,422 | 2    |
| Źródło: FIA |                |             |          |      |

### Prowadzenie w sprincie
| Nr                              | Kierowca       | Konstruktor                | Okrążenia | Suma |
| ------------------------------- | -------------- | -------------------------- | --------- | ---- |
| 1                               | Max Verstappen | Red Bull Racing-Honda RBPT | 1–24      | 24   |
| \| Wykres \| \| ------ \| \| \| |                |                            |           |      |
| Źródło: FIA                     |                |                            |           |      |
| Wykres                          |                |                            |           |      |
|                                 |                |                            |           |      |

### Wyścig
| P           | Nr | Kierowca         | Konstruktor                  | Okr. | Czas                   | Start | +/−       | Punkty |
| ----------- | -- | ---------------- | ---------------------------- | ---- | ---------------------- | ----- | --------- | ------ |
| 1           | 1  | Max Verstappen   | Red Bull Racing-Honda RBPT   | 71   | 1:56:48,894            | 1     | Bez zmian | 25     |
| 2           | 4  | Lando Norris     | McLaren-Mercedes             | 71   | +8,277                 | 6     | 4         | 18+1   |
| 3           | 14 | Fernando Alonso  | Aston Martin Aramco-Mercedes | 71   | +34,155                | 4     | 1         | 15     |
| 4           | 11 | Sergio Pérez     | Red Bull Racing-Honda RBPT   | 71   | +34,208                | 9     | 5         | 12     |
| 5           | 18 | Lance Stroll     | Aston Martin Aramco-Mercedes | 71   | +40,845                | 3     | 2         | 10     |
| 6           | 55 | Carlos Sainz Jr. | Ferrari                      | 71   | +50,188                | 7     | 1         | 8      |
| 7           | 10 | Pierre Gasly     | Alpine-Renault               | 71   | +56,093                | 15    | 8         | 6      |
| 8           | 44 | Lewis Hamilton   | Mercedes                     | 71   | +1:02,859              | 5     | 3         | 4      |
| 9           | 22 | Yūki Tsunoda     | AlphaTauri-Honda RBPT        | 71   | +1:09,880              | 16    | 7         | 2      |
| 10          | 31 | Esteban Ocon     | Alpine-Renault               | 70   | +1 okrążenie           | 14    | 4         | 1      |
| 11          | 2  | Logan Sargeant   | Williams-Mercedes            | 70   | +1 okrążenie           | 19    | 8         |        |
| 12          | 27 | Nico Hülkenberg  | Haas-Ferrari                 | 70   | +1 okrążenie           | 11    | 1         |        |
| 13          | 3  | Daniel Ricciardo | AlphaTauri-Honda RBPT        | 70   | +1 okrążenie           | 17    | 4         |        |
| 14          | 81 | Oscar Piastri    | McLaren-Mercedes             | 69   | +2 okrążenia           | 10    | 4         |        |
| NS          | 63 | George Russell   | Mercedes                     | 57   | NU (temperatura oleju) | 8     |           |        |
| NS          | 77 | Valtteri Bottas  | Alfa Romeo-Ferrari           | 39   | NU (hydraulika)        | 18    |           |        |
| NS          | 24 | Zhou Guanyu      | Alfa Romeo-Ferrari           | 22   | NU (silnik)            | 20    |           |        |
| NS          | 20 | Kevin Magnussen  | Haas-Ferrari                 | 0    | NU (kolizja)           | 12    |           |        |
| NS          | 23 | Alexander Albon  | Williams-Mercedes            | 0    | NU (kolizja)           | 13    |           |        |
| NS          | 16 | Charles Leclerc  | Ferrari                      | 0    | NW (hydraulika)        | –     |           |        |
| Źródło: FIA |    |                  |                              |      |                        |       |           |        |

### Najszybsze okrążenie
| Nr          | Kierowca     | Konstruktor      | Czas     | Okr. |
| ----------- | ------------ | ---------------- | -------- | ---- |
| 4           | Lando Norris | McLaren-Mercedes | 1:12,486 | 61   |
| Źródło: FIA |              |                  |          |      |

### Prowadzenie w wyścigu
| Nr                              | Kierowca       | Konstruktor                | Okrążenia   | Suma |
| ------------------------------- | -------------- | -------------------------- | ----------- | ---- |
| 1                               | Max Verstappen | Red Bull Racing-Honda RBPT | 1–56, 60–71 | 68   |
| 4                               | Lando Norris   | McLaren-Mercedes           | 57–59       | 3    |
| \| Wykres \| \| ------ \| \| \| |                |                            |             |      |
| Źródło: FIA                     |                |                            |             |      |
| Wykres                          |                |                            |             |      |
|                                 |                |                            |             |      |

## Klasyfikacja po wyścigu

### Kierowcy
| P           | +/−       | Kierowca         | Zgł. | Punkty | P1 | P2 | P3 | PP | NO | NS | NU | NW | WYC | DK |
| ----------- | --------- | ---------------- | ---- | ------ | -- | -- | -- | -- | -- | -- | -- | -- | --- | -- |
| 1           | Bez zmian | Max Verstappen   | 20   | 524    | 17 | 2  | –  | 11 | 8  | –  | –  | –  | –   | –  |
| 2           | Bez zmian | Sergio Pérez     | 20   | 258    | 2  | 4  | 2  | 2  | 2  | 2  | 2  | –  | –   | –  |
| 3           | Bez zmian | Lewis Hamilton   | 20   | 226    | –  | 3  | 3  | 1  | 4  | 1  | 1  | –  | –   | 1  |
| 4           | 1         | Fernando Alonso  | 20   | 198    | –  | 3  | 5  | –  | 1  | 2  | 2  | –  | –   | –  |
| 5           | 1         | Lando Norris     | 20   | 195    | –  | 6  | 1  | –  | 1  | –  | –  | –  | –   | –  |
| 6           | 2         | Carlos Sainz Jr. | 20   | 192    | 1  | –  | 2  | 2  | –  | 2  | 1  | 1  | –   | –  |
| 7           | Bez zmian | Charles Leclerc  | 20   | 170    | –  | 1  | 3  | 4  | –  | 4  | 3  | 1  | –   | 1  |
| 8           | Bez zmian | George Russell   | 20   | 156    | –  | –  | 1  | –  | 1  | 3  | 4  | –  | –   | –  |
| 9           | Bez zmian | Oscar Piastri    | 20   | 87     | –  | 1  | 1  | –  | 1  | 3  | 3  | –  | –   | –  |
| 10          | 1         | Lance Stroll     | 20   | 63     | –  | –  | –  | –  | –  | 3  | 4  | –  | 1   | –  |
| 11          | 1         | Pierre Gasly     | 20   | 62     | –  | –  | 1  | –  | –  | 1  | 3  | –  | –   | –  |
| 12          | Bez zmian | Esteban Ocon     | 20   | 46     | –  | –  | 1  | –  | –  | 6  | 7  | –  | –   | –  |
| 13          | Bez zmian | Alexander Albon  | 20   | 27     | –  | –  | –  | –  | –  | 4  | 4  | –  | –   | –  |
| 14          | 2         | Yūki Tsunoda     | 20   | 13     | –  | –  | –  | –  | 1  | 2  | 1  | 1  | –   | –  |
| 15          | 1         | Valtteri Bottas  | 20   | 10     | –  | –  | –  | –  | –  | 3  | 3  | –  | –   | –  |
| 16          | 1         | Nico Hülkenberg  | 20   | 9      | –  | –  | –  | –  | –  | 1  | 1  | –  | –   | –  |
| 17          | Bez zmian | Daniel Ricciardo | 5    | 6      | –  | –  | –  | –  | –  | –  | –  | –  | –   | –  |
| 18          | Bez zmian | Zhou Guanyu      | 20   | 6      | –  | –  | –  | –  | 1  | 3  | 3  | –  | –   | –  |
| 19          | Bez zmian | Kevin Magnussen  | 20   | 3      | –  | –  | –  | –  | –  | 3  | 5  | –  | –   | –  |
| 20          | Bez zmian | Liam Lawson      | 5    | 2      | –  | –  | –  | –  | –  | –  | –  | –  | –   | –  |
| 21          | Bez zmian | Logan Sargeant   | 20   | 1      | –  | –  | –  | –  | –  | 4  | 7  | –  | –   | –  |
| 22          | Bez zmian | Nyck de Vries    | 10   | 0      | –  | –  | –  | –  | –  | 1  | 2  | –  | –   | –  |
| Źródło: FIA |           |                  |      |        |    |    |    |    |    |    |    |    |     |    |

### Konstruktorzy
| P           | +/−       | Konstruktor                  | Zgł. | Punkty | P1 | P2 | P3 | PP | NO | NS | NU | NW | WYC | DK |
| ----------- | --------- | ---------------------------- | ---- | ------ | -- | -- | -- | -- | -- | -- | -- | -- | --- | -- |
| 1           | Bez zmian | Red Bull Racing-Honda RBPT   | 40   | 782    | 19 | 6  | 2  | 13 | 10 | 2  | 2  | –  | –   | –  |
| 2           | Bez zmian | Mercedes                     | 40   | 382    | –  | 3  | 4  | 1  | 5  | 4  | 5  | –  | –   | 1  |
| 3           | Bez zmian | Ferrari                      | 40   | 362    | 1  | 1  | 5  | 6  | –  | 6  | 4  | 2  | –   | 1  |
| 4           | Bez zmian | McLaren-Mercedes             | 40   | 282    | –  | 7  | 2  | –  | 2  | 3  | 3  | –  | –   | –  |
| 5           | Bez zmian | Aston Martin Aramco-Mercedes | 40   | 261    | –  | 3  | 5  | –  | 1  | 5  | 6  | –  | 1   | –  |
| 6           | Bez zmian | Alpine-Renault               | 40   | 108    | –  | –  | 2  | –  | –  | 7  | 10 | –  | –   | –  |
| 7           | Bez zmian | Williams-Mercedes            | 40   | 28     | –  | –  | –  | –  | –  | 8  | 11 | –  | –   | –  |
| 8           | Bez zmian | AlphaTauri-Honda RBPT        | 40   | 21     | –  | –  | –  | –  | 1  | 3  | 3  | 1  | –   | –  |
| 9           | Bez zmian | Alfa Romeo-Ferrari           | 40   | 16     | –  | –  | –  | –  | 1  | 6  | 6  | –  | –   | –  |
| 10          | Bez zmian | Haas-Ferrari                 | 40   | 12     | –  | –  | –  | –  | –  | 4  | 6  | –  | –   | –  |
| Źródło: FIA |           |                              |      |        |    |    |    |    |    |    |    |    |     |    |